# Тони Улмен
Тони Улмен (на немски: Toni Ulmen) е бивш пилот от Формула 1. Роден на 25 януари 1906 година в Дюселдорф, Германия.

## Формула 1
Тони Улмен прави своя дебют във Формула 1 в голямата награда на Швейцария през 1952 година. В световния шампионат записва 2 състезания, като не успява да спечели точки. Състезава се с частен Веритас-Метеор.